# Девід Маццуккеллі
Девід Маццуккеллі (англ. David Mazzucchelli; 21 вересня 1960), США —  американський художник-коміксист. У 1980 році почав працювати в Marvel, де малював комікси про Шибайголову. Вперше з Френком Міллером співпрацював над сюжетною аркою «Шибайголова: народжений знову». Наступною співпрацею став «Бетмен: Рік перший».

## Нагороди
- 2009 Los Angeles Times Book Prize[en] нагорода за графічну новелу;[3]
- Japan-U.S. Friendship Commission[en] Creative Artist Fellowship;[3]
- Morning Manga Fellowship;[3]
- New Jersey State Council on the Arts[en];[3]
- Erwin Swann Award, Swann Foundation for Caricature and Cartoon;[3]
- 2012 HQ Mix Award[en] за "Іноземний письменник" (за Asterios Polyp);
- 2012 HQ Mix Award за "Іноземний письменник" (за Asterios Polyp).